# Mui Wo
 (février 2023).
Si vous disposez d'ouvrages ou d'articles de référence ou si vous connaissez des sites web de qualité traitant du thème abordé ici, merci de compléter l'article en donnant les références utiles à sa vérifiabilité et en les liant à la section « Notes et références ».
Mui Wo (chinois traditionnel : 梅窩) est une localité des Nouveaux Territoires de Hong Kong située sur la côte est de l'île de Lantau. Principal point d'accès de l'île depuis Hong Kong avant la construction du nouvel Aéroport international de Hong Kong, Mui Wo est surtout connu pour sa plage de Silver Mine Bay (en).

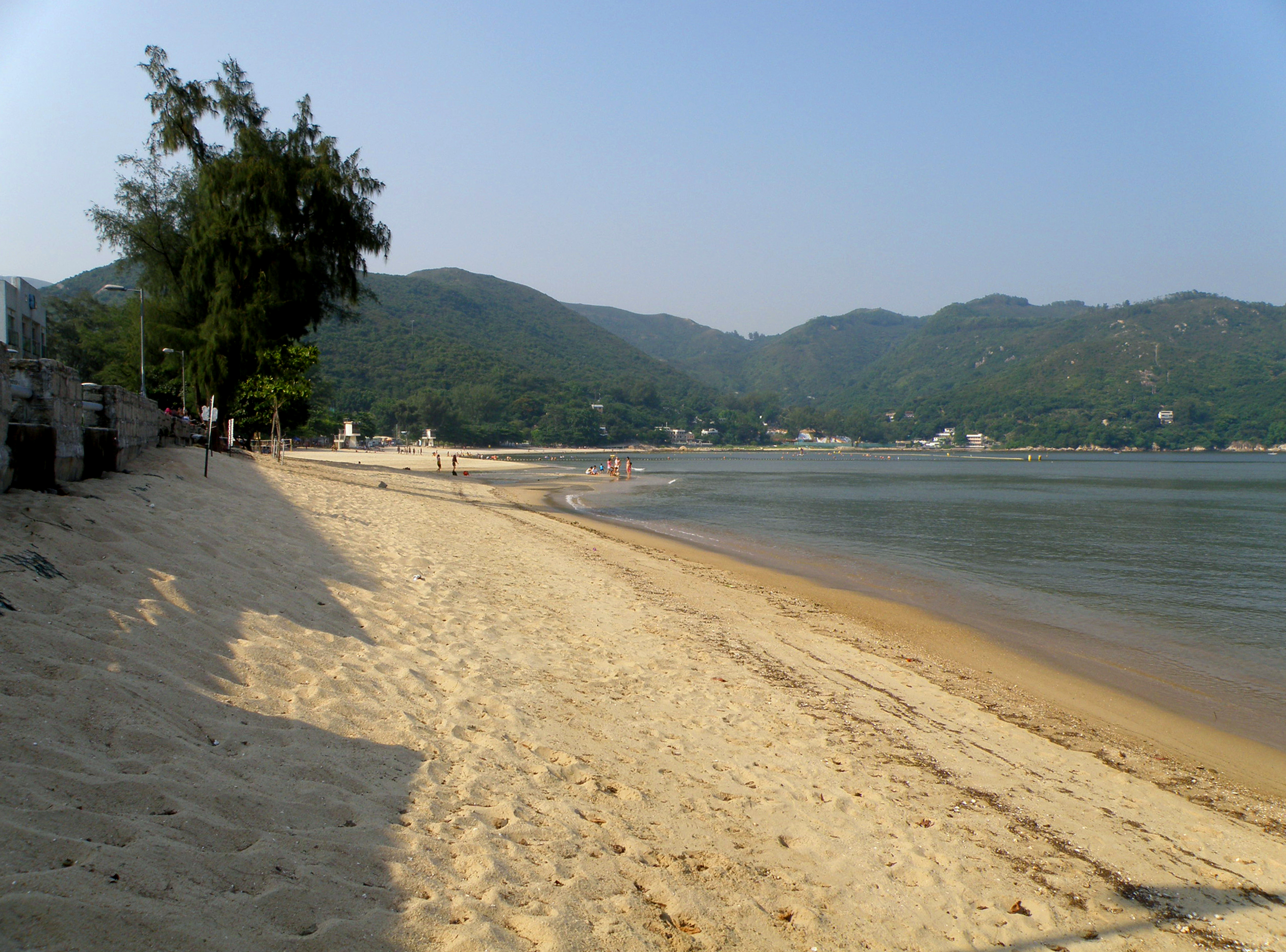
La de Mui Wo.